# Équations de London

Un matériau supraconducteur dont la température est inférieure à sa température critique expulse le champ magnétique via l'effet Meissner. Les équations de Maxwell-London donnent une explication quantitative de cet effet.

En physique, les équations de Maxwell-London, développées par les frères Fritz et Heinz London en 1935, sont des relations constitutives pour un supraconducteur reliant son courant supraconducteur au champ électromagnétique. Tout comme la loi d'Ohm est la relation constitutive la plus simple pour un conducteur ordinaire, les équations de Maxwell-London sont la description quantitative la plus simple des phénomènes supraconducteurs et sont à l'origine de la majorité des textes modernes sur le sujet,,. Un triomphe majeur de ces équations est l'explication de l'effet Meissner, par l'intermédiaire duquel un matériau supraconducteur expulse le champ magnétique.

## Description
Dans leur expression en termes des champs {\displaystyle {\vec {E}}} et {\displaystyle {\vec {B}}}, les équations de Maxwell-London s'écrivent
où {\displaystyle {\vec {j}}_{\mathrm {s} }} est la densité de courant supraconducteur, {\displaystyle {\vec {E}}} et {\displaystyle {\vec {B}}}  respectivement les champs électriques et magnétiques à l'intérieur du supraconducteur, {\displaystyle e\,} la charge élémentaire, {\displaystyle m\,} la masse de l'électron, et {\displaystyle n_{\rm {s}}\,} une constante phénoménologique associée à une densité de porteurs supraconducteurs.
Ces équations peuvent être combinées en une seule équation de Maxwell-London, en termes d'un potentiel vecteur {\displaystyle {\vec {A}}_{\rm {s}}} déduit de la condition de jauge de London
La condition de jauge de London est un ensemble de conditions sur le potentiel vecteur garantissant qu'il peut être interprété comme une densité de courant :
- {\displaystyle \operatorname {div} {\vec {A}}_{\rm {s}}=0,}
- {\displaystyle {\vec {A}}_{\rm {s}}=0} dans le matériau supraconducteur,
- {\displaystyle {\vec {A}}_{\rm {s}}\cdot {\hat {n}}=0,} où {\displaystyle {\hat {n}}} est le vecteur normal à la surface du supraconducteur.

La première condition, également connue sous le nom de condition de jauge de Coulomb, conduit à une densité d'électrons supraconducteurs constante {\displaystyle {\dot {\rho }}_{\rm {s}}=0} comme prévu par l'équation de continuité. La deuxième condition exprime le fait que le supercourant circule près de la surface. La troisième condition garantit l'absence d'accumulation d'électrons supraconducteurs sur la surface. Cette jauge détermine de manière unique le potentiel vecteur {\displaystyle {\vec {A}}_{\rm {s}}}. On peut aussi écrire l'équation de Londres en termes d'un potentiel vecteur arbitraire {\displaystyle {\vec {A}}} et en posant {\displaystyle {\vec {A}}_{\rm {s}}=({\vec {A}}+{\vec {\operatorname {grad} }}\,\phi )}, où {\displaystyle \phi } est une fonction scalaire et {\displaystyle \nabla \phi } est le changement de jauge permettant de se placer dans la jauge de London. L'expression du potentiel vecteur est valable pour des champs magnétiques lentement variables dans l'espace.

## Longueur de pénétration de London
En appliquant l'équation de Maxwell-Ampère, {\displaystyle {\vec {\operatorname {rot} }}{\vec {B}}=\mu _{0}{\vec {j}}}, à la seconde équation de Maxwell-London, on obtient l'équation de Helmholtz pour le champ magnétique
{\displaystyle \nabla ^{2}{\vec {B}}={\frac {1}{\lambda _{\rm {s}}^{2}}}{\vec {B}}}
où l'inverse de la valeur propre laplacienne {\displaystyle \lambda _{\rm {s}}\equiv {\sqrt {\frac {m}{\mu _{0}n_{\rm {s}}e^{2}}}}} est l'échelle de longueur caractéristique sur laquelle les champs magnétiques externes sont supprimés de manière exponentielle. C'est cette longueur qu'on appelle longueur de pénétration de London. Elle varie typiquement entre 50 et 500 nm.
Considérons par exemple un supraconducteur plongé dans un champ magnétique uniforme orienté parallèlement au plan frontière supraconducteur dans la direction {\displaystyle Oz} . Si {\displaystyle Ox} est l'axe orthogonal à la frontière, alors on montre que le champ magnétique à l'intérieur du matériau supraconducteur vaut
{\displaystyle B_{z}(x)=B_{0}\mathrm {e} ^{-x/\lambda _{\rm {s}}}.\,}
Cette équation permet d'interpréter physiquement la longueur de pénétration de London {\displaystyle \lambda _{\mathrm {s} }}comme la longueur caractéristique de décroissance du champ magnétique à l'intérieur du matériau.

## Justification des équations de Maxwell-London

### Arguments originels
Il est important de noter que les équations de Maxwell-London ne peuvent pas être prouvées formellement. Les frères London ont toutefois suivi une logique intuitive dans la formulation de leur théorie.
Il existe une très large gamme de matériaux de compositions différentes suivant en premier approximation la loi d'Ohm, qui stipule que le courant les traversant est égal au champ électrique multiplié par la conductivité du matériau. L'utilisation d'une loi linéaire comme celle-ci est à proscrire pour un matériau supraconducteur qui possède par définition une résistance nulle ou une conductivité infinie. Pour pallier ce problème les frères London ont supposé que les électrons dans un supraconducteur étaient libres et sous l'influence d'un champ électromagnétique externe uniforme. En appliquant le principe fondamental de la dynamique aux électrons soumis à la force de Lorentz, on obtient
{\displaystyle {\vec {F}}=m{\dot {\vec {v}}}=-e({\vec {E}}+{\vec {v}}\times {\vec {B}}).}
On s'attend donc à ce que les électrons soient uniformément accélérés. En l'absence de champ magnétique et avec la définition de la densité de courant supraconducteur {\displaystyle {\vec {j}}_{\mathrm {s} }=-n_{\mathrm {s} }e{\vec {v}}_{\mathrm {s} }}, on obtient
{\displaystyle {\frac {\partial {\vec {j}}_{\mathrm {s} }}{\partial t}}=-n_{\mathrm {s} }e{\frac {\partial {\vec {v}}}{\partial t}}={\frac {n_{\mathrm {s} }e^{2}}{m}}{\vec {E}}\,.}
C'est la première équation de Maxwell-London. Pour obtenir la deuxième équation, on prend le rotationnel de la première puis auquel on applique l'équation de Maxwell-Faraday, {\displaystyle {\vec {\operatorname {rot} }}{\vec {E}}=-{\frac {\partial {\vec {B}}}{\partial t}}} pour obtenir
{\displaystyle {\frac {\partial }{\partial t}}\left({\vec {\operatorname {rot} }}{\vec {j}}_{\mathrm {s} }+{\frac {n_{\mathrm {s} }e^{2}}{m}}{\vec {B}}\right)=0.}
Dans son expression actuelle, cette équation comporte à la fois des solutions constantes et à décroissance exponentielle. Les frères London ont considéré à partir de l'effet Meissner que les solutions constantes non nulles n'étaient pas physiques, et ont donc postulé que l'expression entre parenthèses devait être nulle, soit
{\displaystyle {\vec {\operatorname {rot} }}{\vec {j}}_{\mathrm {s} }+{\frac {n_{\mathrm {s} }e^{2}}{m}}{\vec {B}}=0.}
qui est la deuxième équation de Maxwell-London. On a égalemet {\displaystyle {\vec {j}}_{\mathrm {s} }=-{\frac {n_{\rm {s}}e^{2}}{m}}{\vec {A}}_{\mathrm {s} }} (à une transformation de jauge près fixée par la condition de jauge de London) puisque le champ magnétique est défini par {\displaystyle {\vec {B}}={\vec {\operatorname {rot} }}\,{\vec {A}}_{\rm {s}}.} De plus, on peut déduire de l'équation de Maxwell-Ampère que : 
{\displaystyle {\vec {\operatorname {rot} }}\,({\vec {\operatorname {rot} }}\,{\vec {B}})=\mu _{0}{\vec {\operatorname {rot} }}\,{\vec {j}}_{\rm {s}}=-{\frac {\mu _{0}n_{\rm {s}}e^{2}}{m}}{\vec {B}}.}
D'autre part, l'équation de Maxwell-Thomson, {\displaystyle \operatorname {div} {\vec {B}}=0}, et l'égalité vectorielle {\displaystyle {\vec {\operatorname {rot} }}\,({\vec {\operatorname {rot} }}\,{\vec {B}})={\vec {\operatorname {grad} }}(\operatorname {div} {\vec {B}})-\Delta {\vec {B}}}, nous permettent d'écrire
{\displaystyle \Delta {\vec {B}}={\frac {1}{\lambda _{\rm {s}}^{2}}}{\vec {B}}}
avec la longueur de pénétration de London {\displaystyle \lambda _{\rm {s}}={\sqrt {\frac {m}{\mu _{0}n_{\rm {s}}e^{2}}}}} . À une dimension, cette équation de Helmholtz a pour solution générale 
{\displaystyle B_{z}(x)=B_{0}\exp \left(-{\frac {x}{\lambda _{\rm {s}}}}\right).\,}
À l'intérieur du supraconducteur {\displaystyle (x>0)}, le champ magnétique décroît de manière exponentielle, ce qui explique bien l'effet Meissner. On peut appliquer une nouvelle fois l'équation de Maxwell-Ampère au champ magnétique pour obtenir le supercourant {\displaystyle {\vec {j}}_{\rm {s}}}. On s'aperçoit qu'il circule essentiellement proche de la surface comme attendu de par son interprétation comme une densité courant.
Le raisonnement ci-dessus est valable pour les matériaux supraconducteurs mais on peut utiliser le même genre d'arguments pour le conducteur parfait. Cependant, un fait important qui distingue le supraconducteur du conducteur parfait est que ce dernier ne présente pas d'effet Meissner pour {\displaystyle T<T_{c}} . Cela tient au fait que  {\displaystyle {\vec {\operatorname {rot} }}{\vec {j}}_{\mathrm {s} }+{\frac {n_{\mathrm {s} }e^{2}}{m}}{\vec {B}}=0} est faux pour un conducteur parfait et il faut conserver la dérivée temporelle. On a donc une équation sur  {\displaystyle \partial {\vec {B}}/\partial t} au lieu de {\displaystyle {\vec {B}}},
{\displaystyle \Delta {\frac {\partial {\vec {B}}}{\partial t}}={\frac {1}{\lambda _{\rm {s}}^{2}}}{\frac {\partial {\vec {B}}}{\partial t}}.}
Pour {\displaystyle T<T_{c}}, à une profondeur suffisante dans un conducteur parfait nous avons {\displaystyle \partial {\vec {B}}/\partial t=0} plutôt que {\displaystyle {\vec {B}}=0} comme pour le supraconducteur. Par conséquent, la disparition ou non du flux magnétique à l'intérieur d'un conducteur parfait dépend de la condition initiale (qu'il soit refroidi ou non).

### Arguments canoniques pour l'impulsion
Il est également possible de justifier autrement les équations de Maxwell-London,. La densité de courant est définie par
{\displaystyle {\vec {j}}_{\mathrm {s} }=-n_{\mathrm {s} }e{\vec {v}}_{\mathrm {s} }}
On peut utiliser la description quantique de cette équation en remplaçant {\displaystyle {\vec {j}}_{\rm {s}}} et {\displaystyle {\vec {v}}_{\rm {s}}} par les valeurs moyennes de leurs opérateurs respectifs. L'opérateur vitesse est défini par
{\displaystyle {\hat {\vec {v}}}_{\rm {s}}={\frac {1}{m}}\left({\hat {\vec {p}}}+e{\hat {\vec {A}}}_{\rm {s}}\right),}
ou {\displaystyle {\hat {\vec {p}}}} est l'opérateur impulsion et {\displaystyle m} la masse d'un électron. On peut noter qu'on utilise {\displaystyle -e} comme charge électronique. On peut alors faire ce remplacement dans l'équation du supercourant donnant
{\displaystyle {\hat {\vec {j}}}_{\mathrm {s} }=-{\frac {n_{\rm {s}}e}{m}}\left({\hat {\vec {p}}}+e{\hat {\vec {A}}}_{\rm {s}}\right),}
Cependant, une hypothèse importante de la théorie BCS est que l'état supraconducteur d'un système est l'état fondamental, et selon un théorème de Bloch, dans un tel état, l'impulsion canonique p est nulle. Finalement, on a donc 
{\displaystyle {\hat {\vec {j}}}_{\mathrm {s} }=-{\frac {n_{\rm {s}}e^{2}}{m}}{\hat {\vec {A}}}_{\rm {s}}\,,}
qui est l'équation de Maxwell-London.